# Helene zu Waldeck und Pyrmont

Prinzessin Helene zu Waldeck und Pyrmont

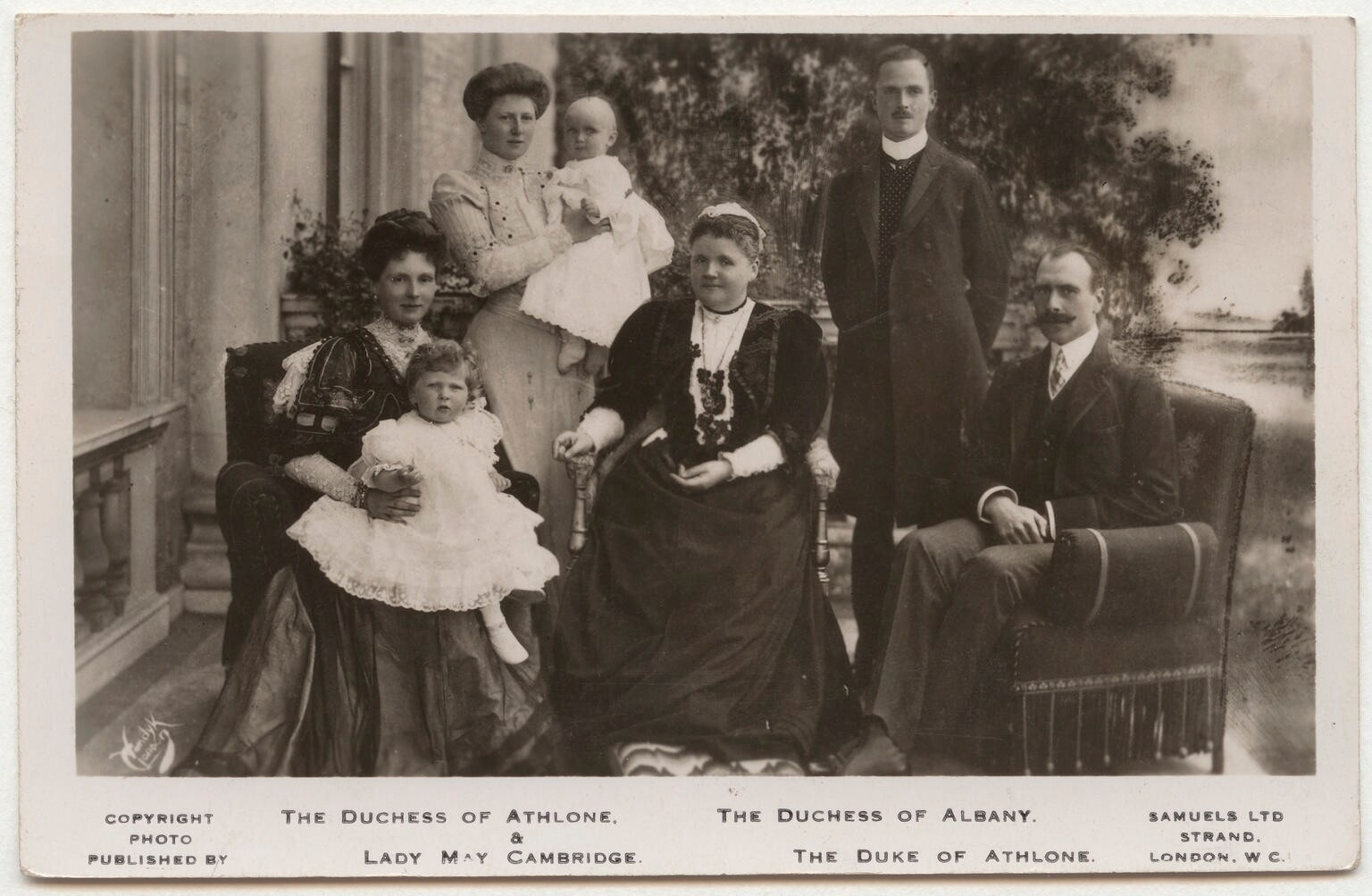
Helene, Duchess of Albany mit Tochter Alice und Schwiegertochter Viktoria Adelheid, jeweils mit ihrem ersten Kind, um 1906

Prinzessin Helene Friederike Auguste zu Waldeck und Pyrmont (* 17. Februar 1861 in Arolsen; † 1. September 1922 in Hinterriß, Tirol) war eine deutsche Prinzessin. Durch Heirat wurde sie ein Mitglied der britischen Königsfamilie.

## Leben
Helene entstammte dem Haus Waldeck. Sie war die fünfte Tochter des Fürsten Georg Viktor zu Waldeck und Pyrmont (1831–1893) und seiner ersten Frau Prinzessin Helene von Nassau (1831–1888), Tochter von Herzog Wilhelm I. und seiner zweiten Frau Prinzessin Pauline von Württemberg. Helenes Schwester Emma war seit 1879 Königin und seit 1890 Regentin der Niederlande. 
Am 27. April 1882 heiratete Prinzessin Helene auf Schloss Windsor den Prinzen Leopold von Großbritannien und Irland, 1. Duke of Albany (1853–1884), vierter und jüngster Sohn der britischen Königin Victoria und des Prinzgemahls Albert von Sachsen-Coburg und Gotha. Aus der kurzen und glücklichen Ehe gingen zwei Kinder hervor:
- Alice Mary Victoria Augusta Pauline (1883–1981) ⚭ 1904 Prinz Alexander von Teck (1874–1957), Generalgouverneur von Kanada
- Leopold Carl Eduard Georg Albert, 2. Duke of Albany und Herzog von Sachsen-Coburg und Gotha (1884–1954) ⚭ 1905 Prinzessin Viktoria Adelheid von Schleswig-Holstein-Sonderburg-Glücksburg (1885–1970)

Ihr Mann starb am 28. März 1884 an der französischen Côte d’Azur in Cannes, nach einer Knieverletzung durch einen Sturz vom Pferd, an den Folgen seiner Bluterkrankheit. Er wurde auf Windsor Castle beigesetzt. Vier Monate nach seinem Tod kam ihr gemeinsamer Sohn Carl Eduard zur Welt, der somit seit seiner Geburt der 2. Duke of Albany war. Nach dem Tod ihres Mannes lebte Helene mit ihren beiden Kindern weiterhin im Claremont House.
Als ihr Schwager, Herzog Alfred von Sachsen-Coburg und Gotha, am 30. Juli 1900 ohne männlichen Erben starb und dessen Bruder, Arthur, Duke of Connaught and Strathearn, wegen seiner britischen Armeekarriere auf die Nachfolge verzichtet hatte, wurde als Nachfolger ihr Sohn Carl Eduard bestimmt.
Wegen ihres späteren Herzleidens verbrachte die Witwe Helene einige Wochen im österreichischen Hinterriß, wo sie am 1. September 1922 starb. Sie wurde gemäß ihrer Verfügung an ihrem Sterbeort, neben einer für sie 1922 errichteten Gedächtniskapelle, begraben.

## Titel, Orden und Ehren

### Titel
- 1861–1882: Ihre Durchlaucht Prinzessin Helene zu Waldeck und Pyrmont
- 1882–1922: Ihre königliche Hoheit die Herzogin von Albany

### Ehrungen
- CI: Companion des Order of the Crown of India
- VA: Lady des Royal Order of Victoria and Albert
- RRC: Royal Red Cross
- DJStJ: Dame of Justice des Order of Saint John